# Andrea del Sarto
Andrea del Sarto, pseudonimo di Andrea d'Agnolo di Francesco di Luca di Paolo del Migliore Vannucchi (Firenze, 16 luglio 1486 – Firenze, 29 settembre 1530), è stato un pittore italiano.
Giorgio Vasari lo definì pittore "senza errori", elogiandone la perfezione formale, la rapidità e sicurezza d'esecuzione. Tale elogio vasariano appare però ormai riduttivo nei confronti di un artista che, erede della tradizione fiorentina, affrontò una grande varietà di temi e ne sviluppò l'elaborazione formale.
Fu maestro dell'intera prima generazione di "eccentrici" (Pontormo e Rosso Fiorentino in primis), ma a differenza degli allievi non utilizzò quelle spregiudicatezze audaci, se non addirittura polemiche, rinnovando piuttosto il repertorio tradizionale in maniera garbata, attraverso l'accentuazione del respiro monumentale delle figure, la variazione della cromia e della tecnica, l'uso degli spunti più moderni reperibili.

## Biografia

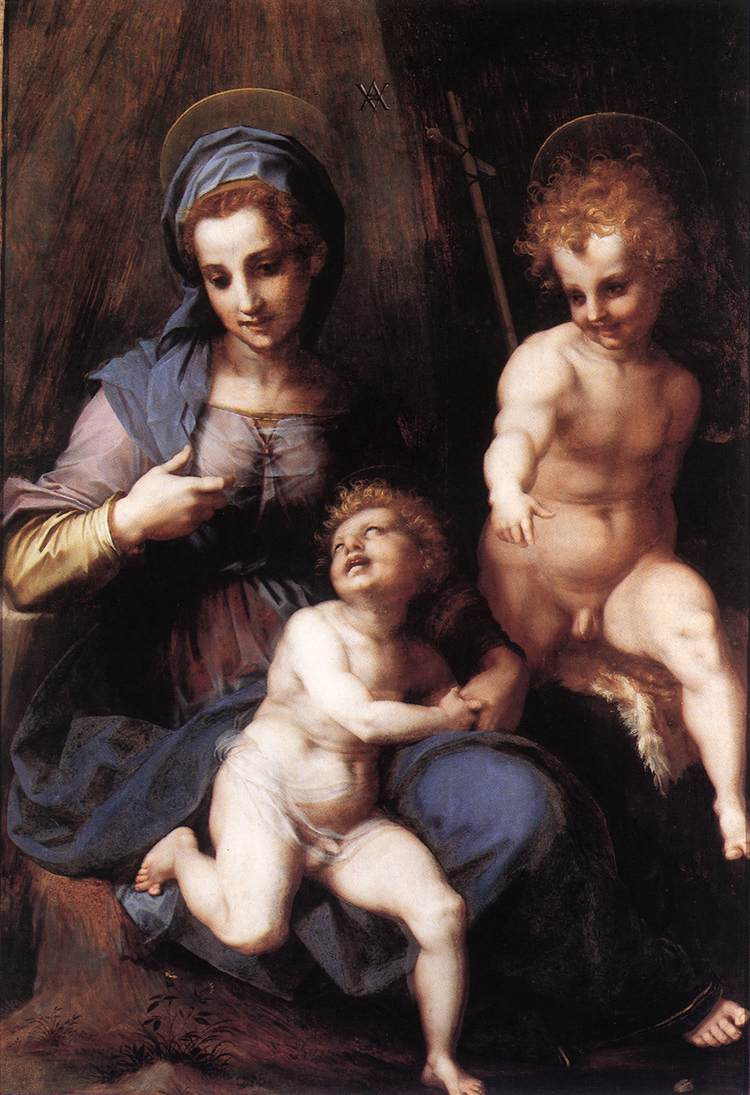
Madonna col Bambino e san Giovannino (1515 circa), Roma, Galleria Borghese

### Giovinezza
Figlio del sarto Agnolo di Francesco di Luca Vannucchi, da cui l'appellativo tradizionale, e di Costanza di Silvestro, anch'ella figlia di un sarto, fu fratello di Francesco d'Agnolo, anch'esso pittore. A sette anni fu apprendista di un orafo e di qui passò nella bottega di Giovanni Barili (ma, essendo suo coetaneo, è più probabile che si tratti di suo fratello Andrea, nato invece nel 1468), il quale, visti i suoi notevoli progressi, lo affidò alla bottega di Piero di Cosimo, dal quale apprese diverse tecniche pittoriche, aprendosi al gusto per la sperimentazione.
Narra il Vasari, la principale fonte sulla vita di Andrea, che egli andava nella sala del Papa, fatta edificare da Martino V nel convento di Santa Maria Novella, dove erano i cartoni di Michelangelo e di Leonardo da Vinci, spostati lì dalla sala del Consiglio di Palazzo Vecchio, segnalandosi presto come eccellente copista. Qui entrò in confidenza con altri artisti, quali il Franciabigio, col quale strinse un rapporto collaborativo, mal sopportando «la stranezza di Piero che era già vecchio». Nel 1508 abbandonò quindi il maestro e prese a metà col collega, pressoché coetaneo, una stanza che fungeva da bottega e abitazione in piazza del Grano, vicino a dove sorgeranno gli Uffizi.
Iscritto all'Arte dei Medici e Speziali il 12 dicembre 1508, di quell'anno sono le prime opere, che s'ispirano direttamente ai pittori più familiari, a lui e all'amico Franciabigio, quali Fra Bartolomeo e Mariotto Albertinelli, unitamente allo studio di Raffaello: una Pietà della Galleria Borghese ha richiami a Fra Bartolomeo e la Madonna col Bambino di Palazzo Barberini aggiunge la sfuggente morbidezza di Leonardo; un'altra Madonna col Bambino, del 1509, mostra la solidità strutturale delle composizioni di Raffaello con una maggiore scioltezza e cordialità di rappresentazione.

### La scuola dell'Annunziata
I frati del convento della Santissima Annunziata, per completare gli affreschi nel Chiostro dei Voti iniziati nel 1460 da Alesso Baldovinetti e proseguiti poi da Cosimo Rosselli, che non li completò, affidarono nel 1509 ad Andrea cinque Storie di miracoli di san Filippo Benizzi, ultimati l'anno successivo. Tali affreschi, descritti dal Vasari, mostrano un vivace gusto per il racconto, derivato dagli affreschi del Ghirlandaio nelle chiese di Santa Trinita e di Santa Maria Novella, ma rinnovati nel linguaggio, che mostra interesse verso le atmosfere leonardesche, e con ritmo più mosso e irrequieto.
A completare le lunette del ciclo vennero chiamati, negli anni immediatamente successivi, alcuni giovani artisti, tra cui Pontormo e Rosso Fiorentino che, ispirandosi ad Andrea, lavorarono poi ad altre opere legate al santuario.

### Roma
È considerato probabile un suo viaggio a Roma nel 1510, che gli avrebbe permesso la conoscenza degli sviluppi pittorici di Raffaello alle Stanze Vaticane e di Michelangelo alla volta della Cappella Sistina; tale soggiorno non è documentato dalle fonti, ma se ne trova traccia nello stile delle opere di quegli anni. Ne sono esempio il Corteo dei Magi (1511) e poi la Natività della Vergine (1514), affreschi entrambi nello stesso chiostrino della Santissima Annunziata. Qui il suo sciolto linguaggio formale, di una serenità narrativa quattrocentesca, si arricchisce delle sfumate atmosfere e degli stilemi che sono propri, rispettivamente, di Leonardo e Raffaello.
Il grande numero di disegni del periodo successivo, che hanno fatto la fama di Andrea disegnatore, lo rivelano attento alla lezione michelangiolesca, all'individuazione dell'immagine plastica, di pose ricercate e di un dinamismo frenetico accentuato dall'intonazione fredda dei colori, come nella Madonna col Bambino e san Giovannino della Galleria Borghese.

### Il Chiostro dello Scalzo

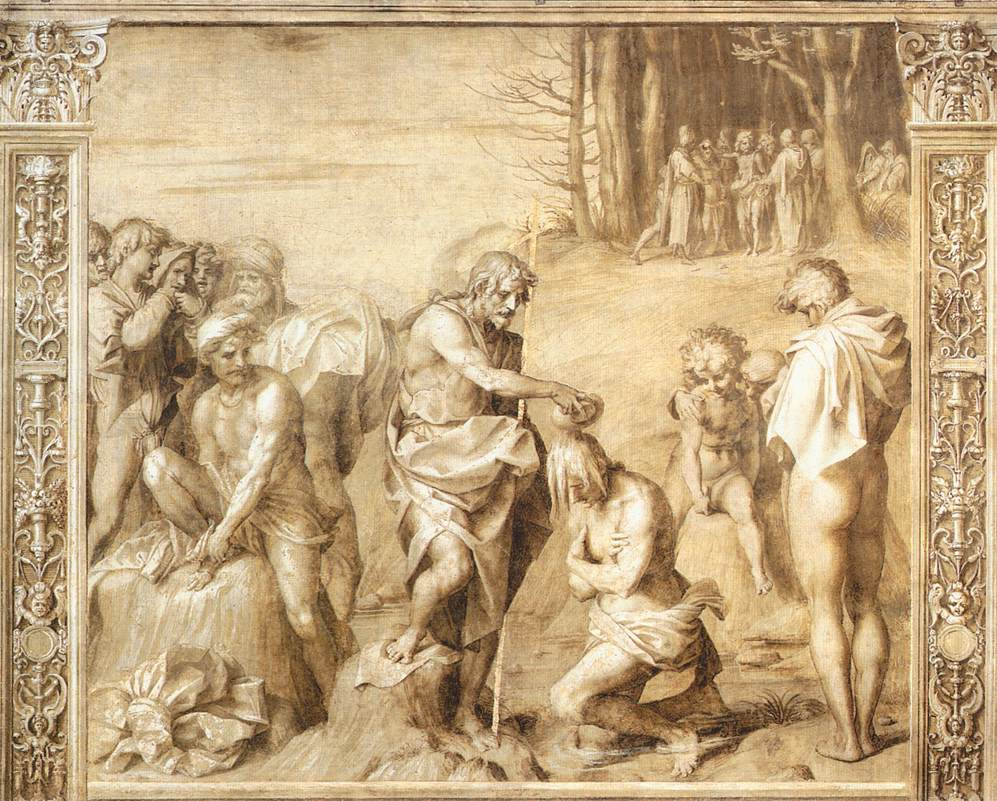
Battesimo del Battista, chiostro dello Scalzo

Nel 1509 iniziò gli affreschi monocromi del chiostro dello Scalzo a Firenze, che completerà, con molte interruzioni, nel 1526: una lunga esperienza che attraversa quasi tutta la sua opera. Si trattò di un'impresa fondamentale per lo sviluppo del disegno fiorentino del Cinquecento, meta di studio obbligata per l'intera generazione successiva di artisti emergenti.

### La Madonna delle Arpie
Se la monocromia trasmetteva una raffigurazione concepita come un bassorilievo, anche la Madonna delle Arpie degli Uffizi, del 1517, che pure ha evidenti riferimenti a Fra' Bartolomeo, richiamava l'immagine di una scultura. In una nicchia, velata da una calda penombra, la Madonna appare come statua sopra un piedistallo, affiancata da due santi le cui disposizioni, leggermente ruotate attorno all'asse della Vergine, arricchiscono il tradizionale schema piramidale. La monumentalità delle figure riecheggia il titanismo di Michelangelo, addolcito però dal morbido sfumato alla Leonardo e dai colori brillanti, con delicate scelte cromatiche esaltate dai riflessi luminosi. La sua eccellente capacità disegnativa gli permise quindi di conciliare spunti apparentemente distanti, all'insegna di un'esecuzione impeccabile e allo stesso tempo molto libera e sciolta nel modellato.
In quegli anni partecipò anche alla decorazione della Camera nuziale Borgherini, con alcuni suoi celebri allievi, quali il Pontormo, Francesco Granacci e il Bacchiacca. In tali scene, destinate a decorare l'arredo ligneo, dimostrò di saper aderire a vivaci schemi narrativi.

### Matrimonio

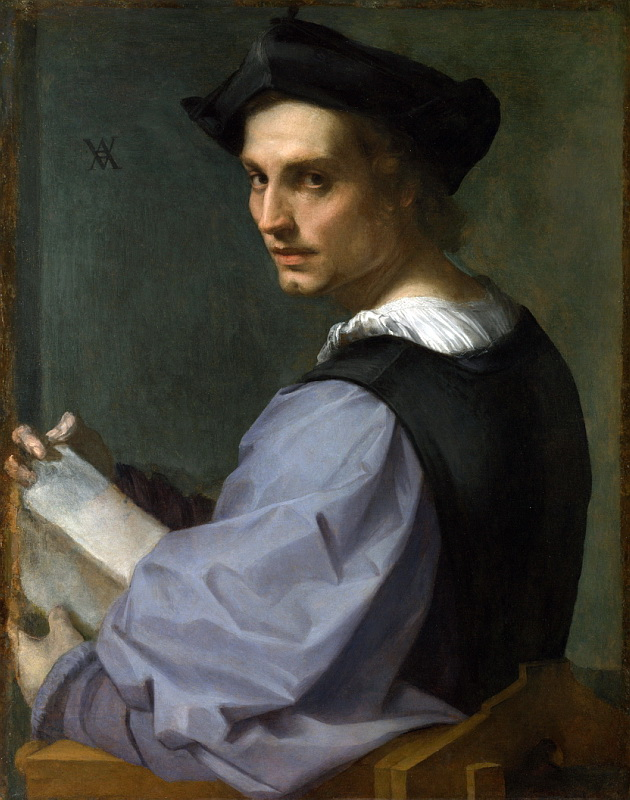
Ritratto di giovane (1517-18), Londra, National Gallery

Invaghitosi della figlia di "povero e vizioso padre", Lucrezia di Baccio del Fede, residente in via San Gallo e già maritata a un berrettaio, non appena essa divenne vedova, la sposò alla fine del 1517 o ai primi del 1518, trascurando l'arte e divenendo oltremodo geloso. La vicenda è narrata dal Vasari, che non perde occasione per ribadire il tema letterario del "genio e sregolatezza".
Si dedicò sporadicamente al ritratto - un genere estraneo alla disposizione di Andrea, volta all'articolazione complessa della figurazione; nel Ritratto di donna del Prado si è visto il ritratto della moglie e nel cosiddetto Ritratto di scultore di Londra vi è chi vuole riconoscere l'amico Jacopo Sansovino, a Firenze negli anni 1517-1518, o anche Baccio Bandinelli.
È ancora di questo periodo la Disputa sulla Trinità della Galleria Palatina di Palazzo Pitti. Scrisse Vasari: «fecevi ginocchioni due figure, una è Maria Magdalena con bellissimi panni, ritratta la moglie; perciò ch'egli non faceva aria di femmine in nessun luogo, che da lei non la ritraessi, e se pur avveniva che d'altri la togliessi, per l'uso del continuo vederla e dal tanto averla designata le dava quell'aria, non possendo far altro».

### In Francia
Dopo il maggio 1518 partì per la Francia, invitato da Francesco I, per il quale aveva già fatto a Firenze la Madonna col Bambino, santa Elisabetta e san Giovannino (Louvre). A Fontainebleau lavorò sulla scia di Leonardo, allora molto anziano, che scomparve nel 1519. Qui fece, oltre ad alcune opere perdute, la Carità, firmata e datata 1518, opera tipica della cultura fiorentina del tempo, con la costruzione a piramide e il plasticismo figurativo, ma dotata di una qualità pittorica gessosa, segno di una crisi che i contemporanei Rosso Fiorentino e Pontormo indirizzarono nelle deformazioni manieristiche.
Una certa mal disposizione fece del soggiorno francese un'occasione mancata. In capo a un anno infatti il pittore se ne tornava a Firenze, secondo Vasari richiamato dalla moglie. Lo stesso Vasari parlò di una "certa timidità d'animo", che forse ne pregiudicò l'inserimento a corte, mentre Luciano Berti parlò di nostalgia e trascuratezza.

### Ritorno a Firenze

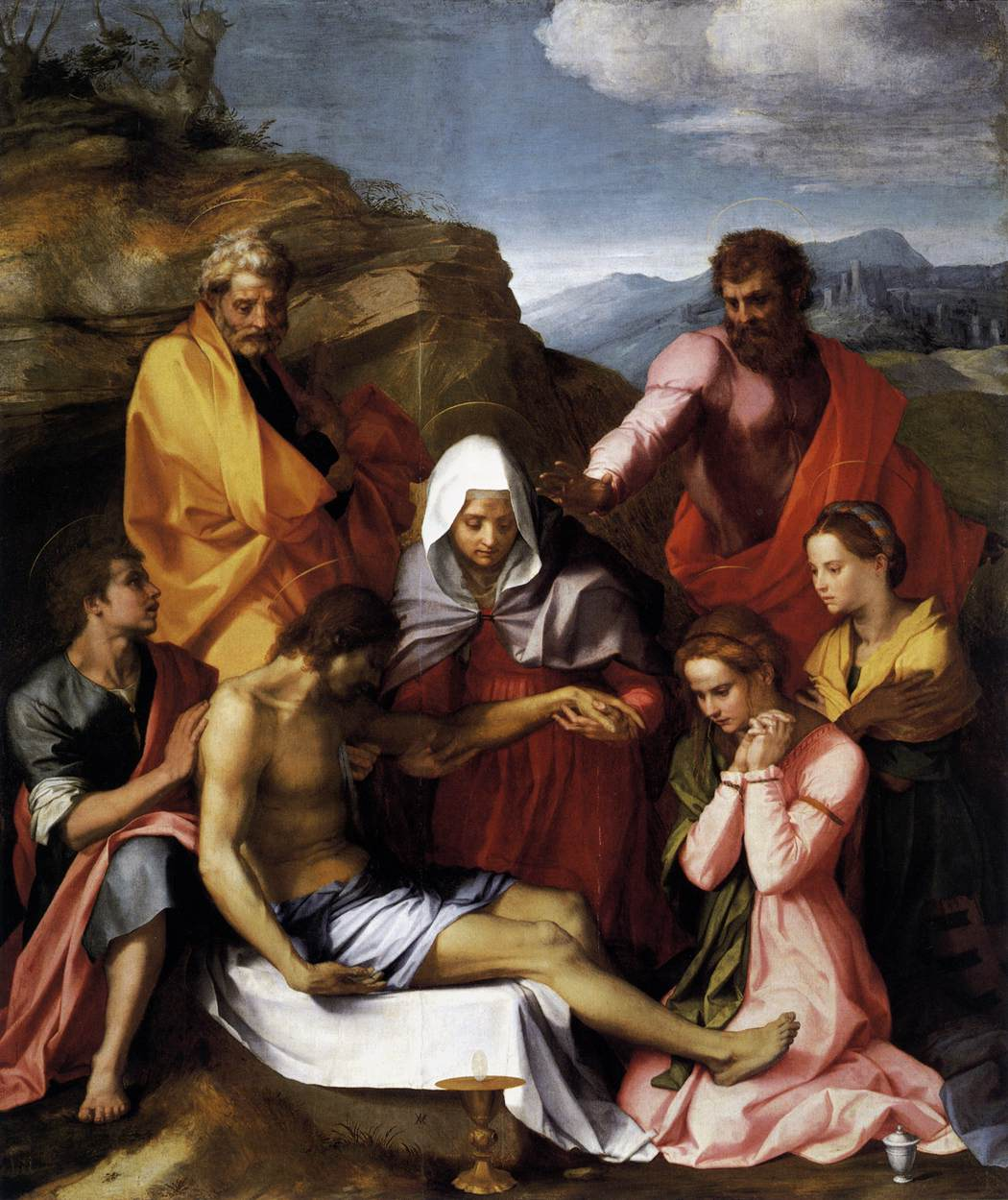
Pietà di Luco Galleria Palatina, Firenze

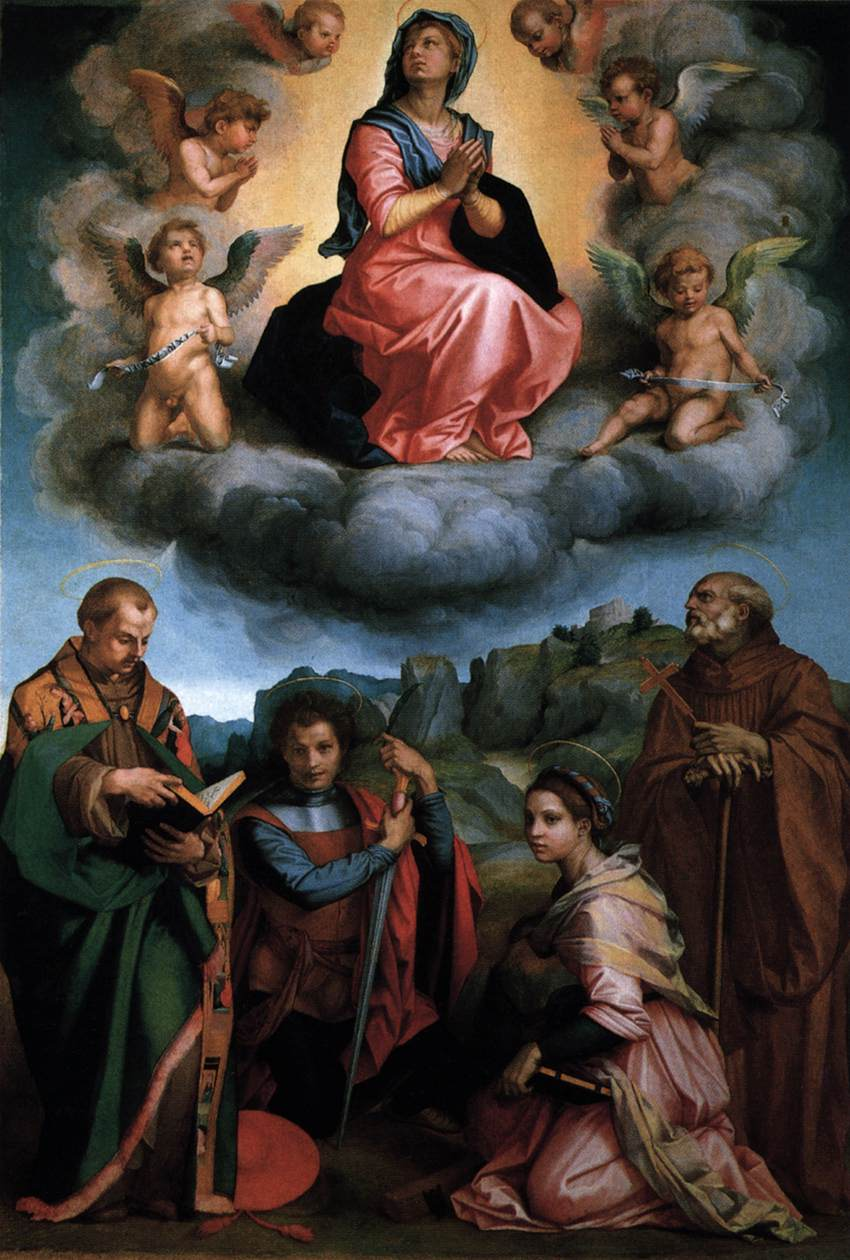
Madonna in gloria con quattro santi Galleria Palatina, Firenze

Giunse quindi a Firenze nel 1520 promettendo, secondo il Vasari, un pronto ritorno in oltralpe che tuttavia non mantenne: «Ricordatosi alcuna volta delle cose di Francia, sospirava grandemente; e s'egli avessi pensato di potere avere perdono de 'l fallo commesso, non è dubbio ch'egli vi sarebbe con ogni suo sforzo ritornato».
Riprese dunque i lavori al chiostro dello Scalzo, dove lo aveva sostituito nel frattempo il Franciabigio, e poco dopo venne coinvolto nella decorazione del salone della villa medicea di Poggio a Caiano.
Le opere di questo periodo mostrano un approfondimento del dialogo-contrapposizione con Pontormo e col Rosso, affinando le sottigliezze esecutive e il trattamento del colore, che diventa ora scintillante ora trasparente, con accostamenti audaci e dissonanti. I ritratti penetranti e le composizioni sacre riccamente articolate riprendono i modelli degli anni passati, aggiornati però da nuove sottigliezze esecutive. Rinnovò le tradizionali immagini delle Pietà fiorentine nelle composizioni di Vienna e di Palazzo Pitti, dipinta quest'ultima per le monache di San Piero a Luco, nel Mugello, dove Andrea si era rifugiato nel 1523 per sfuggire all'epidemia della peste, e ispirata alla Pietà di Fra' Bartolomeo.
Nel corso degli anni venti la sua pittura accentuò l'intensità devozionale dei soggetti e sviluppò importanti ricerche sul colore, che ebbero il culmine nel capolavoro del Cenacolo di San Salvi.
Nella Madonna col Bambino, un angelo e un santo di Madrid, chiamata tradizionalmente Madonna della Scala, la cura del pittore si volge alla definizione di un sempre maggiore rigore compositivo: pur riaffermando gli effetti di monumentalità compositiva, esprime nelle figure una sostanziale naturalezza.

### Ultimi anni
Esaurita la spinta creativa, si volse alla rielaborazione di vecchi motivi, affidati spesso alla bottega. Facevano eccezione opere di maggiore impegno, come la Madonna in gloria con quattro santi (1530) dipinta per il monastero vallombrosano di Poppi, in cui la tesa caratterizzazione dei santi anticipava motivi devozionali della seconda metà del secolo.
Fu maestro, fra gli altri, di Giovanni Antonio Sogliani, che fu suo fidato collaboratore per più di venticinque anni.

## Opere

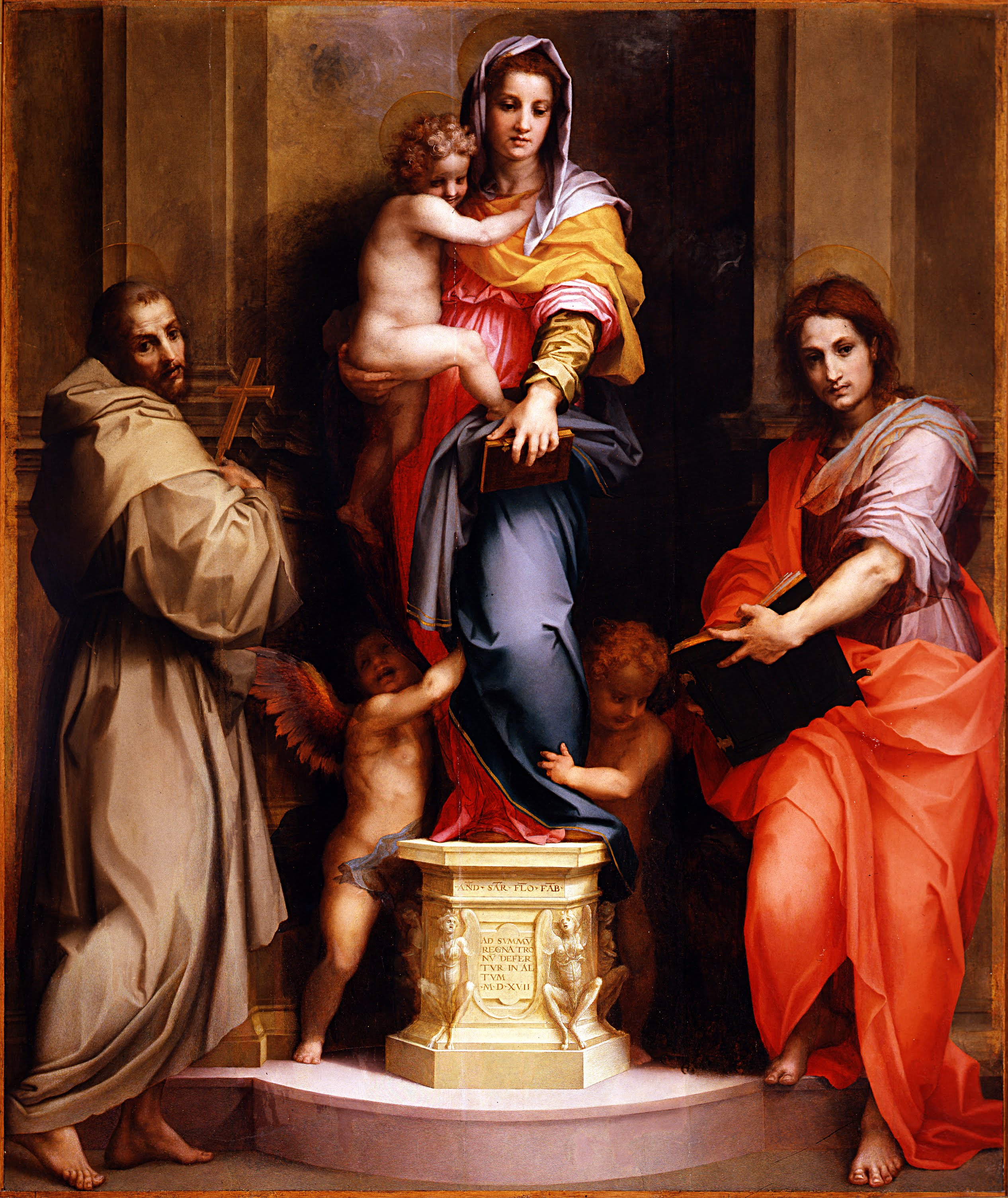
Madonna delle Arpie (1517)

### Prima fase
- Testa di Madonna, 1506-1510, olio su tavola, 38x29 cm, New York, Metropolitan Museum
- Icaro, 1508 circa, Firenze, Palazzo Davanzati
- Pietà e quattro santi con predella, 1508, Roma, Galleria Borghese
- Madonna, 1508 circa, Roma, Galleria Nazionale d'Arte Antica
- Maria Maddalena, 1509 circa, Firenze, Orsanmichele
- Visitazione, 1509 circa, Firenze, Museo di San Marco
- Liberazione di una indemoniata, 1509-1510 circa, affresco, 364x300 cm, Firenze, Chiostrino dei Voti della basilica della Santissima Annunziata
- San Filippo risana un lebbroso, 1509-1510 circa, affresco, 380x321 cm, Firenze, Chiostrino dei Voti della basilica della Santissima Annunziata
- Devozione dei fiorentini alle reliquie di san Filippo, 1510 circa, affresco, 386x380 cm, Firenze, Chiostrino dei Voti della basilica della Santissima Annunziata
- Punizione dei bestemmiatori, 1510 circa, affresco, 360x304 cm, Firenze, Chiostrino dei Voti della basilica della Santissima Annunziata
- Morte di san Filippo Benizi e resurrezione di un fanciullo, 1510 circa, affresco, 362x306 cm, Firenze, Chiostrino dei Voti della basilica della Santissima Annunziata
- Madonna col Bambino e i santi Giovannino, Caterina ed Elisabetta, 1510 circa, olio su tela, 102x80 cm, San Pietroburgo, Ermitage
- Battesimo di Cristo, 1510 circa, affresco, Firenze, Chiostro dello Scalzo
- Noli me tangere, 1510 circa, olio su tavola, 176x155, Firenze, Museo del Cenacolo di Andrea del Sarto
- Viaggio dei Magi, 1511, affresco, 407×321 cm, Firenze, Chiostrino dei Voti della basilica della Santissima Annunziata
- Ritratto di giovane, 1511 circa, Alnwick Castle
- Cinque santi, 1511, Firenze, Museo del Cenacolo di Andrea del Sarto
- Tobia e l'angelo con san Leonardo e un donatore, 1512, olio su tavola, 178x153 cm, Vienna, Kunsthistorisches Museum
- Matrimonio mistico di santa Caterina d'Alessandria, 1512-1513 circa, olio su tavola, 167x122 cm, Dresda, Gemäldegalerie
- Annunciazione di San Gallo, 1512-1513, olio su tavola, 183x184 cm, Firenze, Galleria Palatina
- Madonna col Bambino, sant'Elisabetta e il Battista, 1513 circa, olio su tavola, 106x81,3 cm, Londra, National Gallery
- Ritratto di Lucrezia, 1513 circa, Madrid, Museo del Prado
- Ritratto della moglie dell'artista, 1513-1514, olio su tavola, 73x56 cm, Madrid, Museo del Prado
- Natività della Vergine, 1513-1514 circa, affresco, 410x340 cm, Firenze, Chiostrino dei Voti della basilica della Santissima Annunziata
- Dama col cestello di fusi, 1514-1515 circa, olio su tavola, 76x54 cm, Firenze, Galleria degli Uffizi
- Carità, 1513 circa, affresco, Firenze, Chiostro dello Scalzo
- Predica di san Giovanni Battista, 1515, affresco, Firenze, Chiostro dello Scalzo
- Giustizia, 1515, affresco, Firenze, Chiostro dello Scalzo
- Madonna col Bambino e san Giovannino, 1515 circa, Roma, Galleria Borghese
- Battesimo delle folle, 1515-1517, affresco, Firenze, Chiostro dello Scalzo
- Madonna col Bambino e san Giovannino, 1515-1520 circa, olio su tavola, 90x70 cm, Vienna, Kunsthistorisches Museum
- Madonna col Bambino, 1515-1520 circa, olio su tavola, 85,6x62,5 cm, Ottawa, National Gallery of Canada
- Storie dell'infanzia di Giuseppe, 1515-1516 circa, olio su tavola, 98x135 cm, Firenze, Galleria Palatina
- Giuseppe interpreta i sogni del faraone, 1515-1516 circa, olio su tavola, 98x135 cm, Firenze, Galleria Palatina
- Madonna degli Angeli, 1516 circa, olio su tavola, 141x106 cm, Parigi, Louvre
- Sacra Famiglia con sant'Anna e san Giovannino, 1516 circa, olio su tavola, tondo, diam 106 cm, Parigi, Musée du Louvre
- Ritratto di Baccio Bandinelli (scuola), 1516 circa, olio su tela, 58,5x42,5 cm, Firenze, Galleria degli Uffizi
- Madonna col Bambino con san Giovannino, Anna e due angeli, 1516 circa, olio su tavola, 141x108 cm, Parigi, Musée du Louvre
- San Giovanni Battista nel deserto, 1517 circa, Corsham Court
- Madonna delle Arpie, 1517, tempera su tavola, 208x178 cm, Firenze, Galleria degli Uffizi
- Disputa sulla Trinità, 1517 circa, olio su tavola, 232x193 cm, Firenze, Galleria Palatina
- Ritratto di giovane, 1517 circa, olio su tela, 72x57 cm, Londra, National Gallery
- Madonna col Bambino e san Giovannino, 1517-1519, olio su tavola, 106x81 cm, Londra, Wallace Collection
- Cattura di san Giovanni Battista, 1517, affresco, Firenze, Chiostro dello Scalzo
- Madonna col Bambino e san Giovannino, 1518 circa, olio su tela, 154x101 cm, Roma, Galleria Borghese
- Carità, 1518, olio trasferito su tela, 185x137 cm, Parigi, Musée du Louvre

### Seconda fase

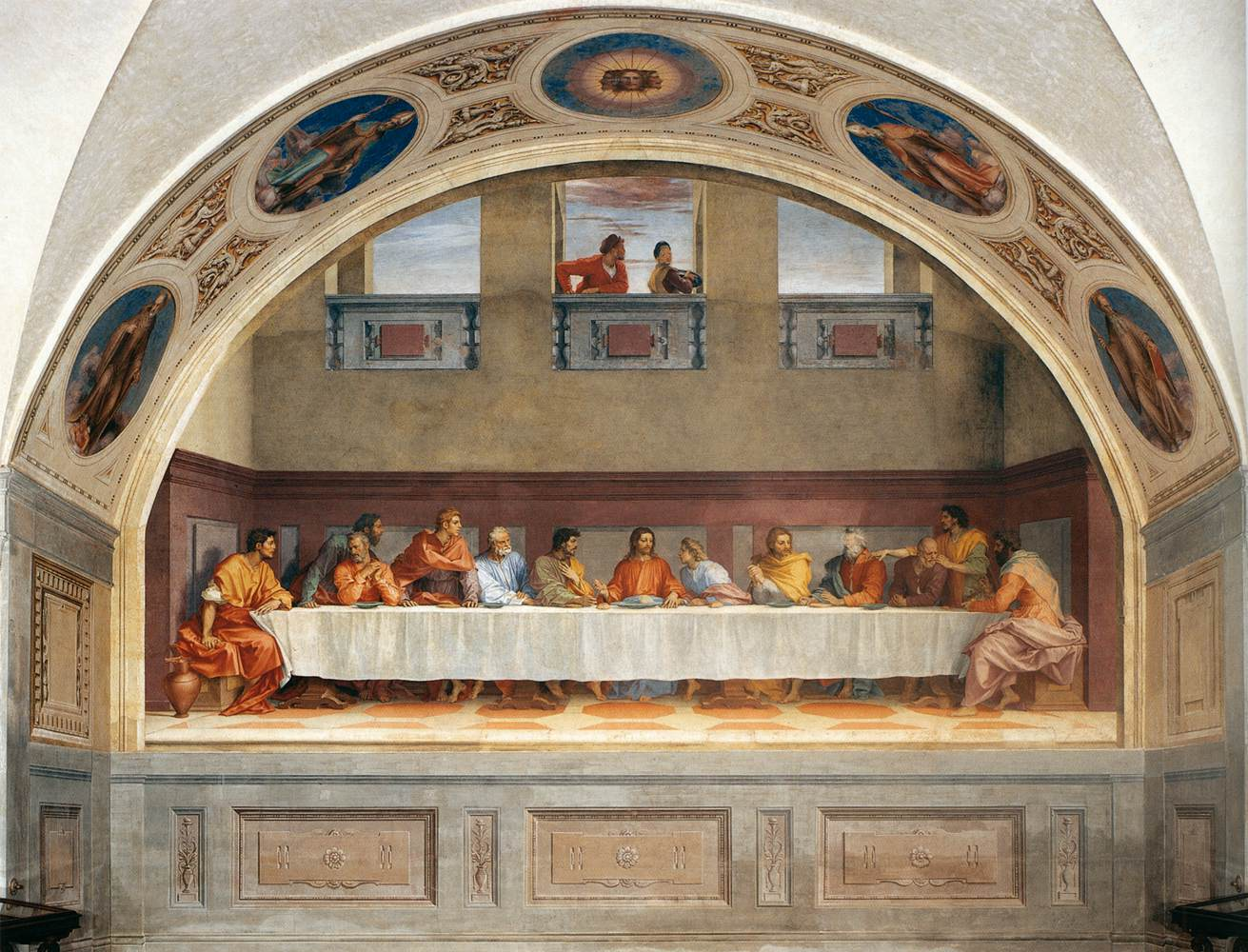
Ultima cena (1527)

- Tributo a Cesare (completato da Alessandro Allori), 1520 circa, affresco, 502x536 cm, Poggio a Caiano, Villa Medicea
- Sogno di Giuseppe, 1520 circa, olio su tavola, 98,3x135 cm, Firenze, Galleria Palatina
- Sogno del faraone, 1520 circa, olio su tavola, 98x135 cm, Firenze, Galleria Palatina
- Compianto sul Cristo morto, 1520 circa, olio su tavola, 99x120 cm, Vienna, Kunsthistorisches Museum
- Danza di Salomè, 1521 circa, affresco, Firenze, Chiostro dello Scalzo
- Madonna della Scala, 1522-1523, olio su tavola, 177x135 cm, Madrid, Museo del Prado
- Assunta Panciatichi, 1522-1523, olio su tavola, 362x209 cm, Firenze, Galleria Palatina
- Madonna con Bambino e San Giovannino, 1522-1528, olio su tavola, 80x62 cm, Torino, Musei Reali
- San Giovannino, 1523, olio su tavola, 94x68 cm, Firenze, Galleria Palatina
- Pietà di Luco, 1523-1524, olio su tavola, 239x199 cm, Firenze, Galleria Palatina
- Decollazione del Battista, 1523, affresco, Firenze, Chiostro dello Scalzo
- Presentazione della testa del Battista, 1523, affresco, Firenze, Chiostro dello Scalzo
- Speranza, 1523, affresco, Firenze, Chiostro dello Scalzo
- Fede, 1523, affresco, Firenze, Chiostro dello Scalzo
- Annuncio a Zaccaria, 1523, affresco, Firenze, Chiostro dello Scalzo
- Sacra Famiglia Bracci, 1523 circa, olio su tavola, 129x105 cm, Firenze, Galleria Palatina
- Cristo morto, 1524 circa, Firenze, Museo del Cenacolo di Andrea del Sarto
- Madonna del Sacco, 1525, affresco, 191x403 cm, Firenze, basilica della Santissima Annunziata
- Salvatore, 1525, olio su tavola, 47x27 cm, Firenze, basilica della Santissima Annunziata
- Ritratto di Leone X con i cardinali Giulio de' Medici e Luigi de' Rossi (copia da Raffaello), 1525, Napoli, Museo di Capodimonte
- Assunta Passerini, 1526-1529, olio su tavola, 236x205 cm, Firenze, Galleria Palatina
- Ultima cena, 1527, affresco, 525x871 cm, Firenze, Museo del Cenacolo di Andrea del Sarto
- Sacrificio di Isacco, 1527 circa, olio su tavola, 178x138 cm, Cleveland, Museum of Art
- Sacrificio di Isacco, 1527-1529 circa, olio su tavola, 213x159 cm, Dresda, Gemäldegalerie
- Sacrificio di Isacco, 1527-1530 circa, Madrid, Museo del Prado
- Sacra Famiglia Barberini, 1528 circa, olio su tavola, 140x104 cm, Roma, Palazzo Barberini, Galleria Nazionale di Arte Antica
- Madonna col Bambino in gloria e sei santi, 1528 circa, olio su tavola, 209x176 cm, Firenze, Galleria Palatina
- Dama col Petrarchino, 1528 circa, olio su tavola, 87x69 cm, Firenze, Galleria degli Uffizi
- Annunciazione Della Scala, 1528, olio su tavola, 96x189 cm, Firenze, Galleria Palatina
- Pala di Gambassi, 1528 circa, Firenze, Galleria Palatina
  - Ritratto di Domenico da Gambassi detto Becuccio Bicchieraio, 1528 circa, Chicago, Institut of Art
  - Ritratto della moglie di Domenico da Gambassi, 1528 circa, Chicago, Institut of Art
- Ritratto d'uomo, 1528-1529, olio su tavola, poi trasferito su tela, 66.7×50.5 cm, attribuzione incerta, New York, Metropolitan Museum of Art
- Ritratto di Domenico da Gambassi detto Becuccio Bicchieraio, 1528-1530, olio su tavola, 86x67 cm, Edimburgo, National Gallery of Scotland
- Ritratto di dama, 1528 circa, Castello di Windsor, Royal Collection
- Dossale dei quattro santi (Pala di Vallombrosa), 1528 circa, olio su tavola, Firenze, Galleria degli Uffizi
  - San Michele arcangelo e san Giovanni Gualberto, 184x86 cm
  - Putti con cartiglio, 73x42 cm
  - San Giovanni Battista e San Bernardo degli Uberti, 184x86 cm
  - San Michele Arcangelo pesa le anime, 21x40 cm
  - San Giovanni Gualberto e la prova del fuoco di Pietro Igneo, 21x40 cm
  - Decapitazione di san Giovanni Battista, 21x40 cm
  - Cattura di san Bernardo degli Uberti, 21x40 cm
- Autoritratto, 1528-1529, affresco staccato, 51,5x37,5 cm, Firenze, Corridoio vasariano
- San Jacopo con due fanciulli, 1528-1529, olio su tela, 159x86 cm, Firenze, Galleria degli Uffizi
- Madonna col Bambino, 1528-1530 circa, olio su tavola, 56x42,7 cm, Hampton Court, Royal Collection
- Sacra Famiglia Borgherini, 1529 circa, olio su tavola, 135x100 cm, New York, Metropolitan Museum
- Sacra Famiglia Medici, 1529, olio su tavola, 140x104 cm, Firenze, Galleria Palatina
- Pala di San Godenzo (Annunciazione con i santi Michele Arcangelo e Godenzo), 1529 circa, olio su tavola, 184x175 cm, Firenze, Galleria Palatina
- Sacra Famiglia con san Giovanni Battista, 1529 circa, olio su tavola, 129x100 cm, San Pietroburgo, Ermitage
- Assunzione della Vergine, 1529, olio su tavola, 239x209 cm, Firenze, Galleria Palatina
- Ritratto di donna in giallo, 1529-1530 circa, olio su tavola, 64x50 cm, Hampton Court, Royal Collection
- Carità, 1530 circa, olio su tavola, 119,5x92,5 cm, Washington, National Gallery of Art
- Sant'Agnese, 1530 circa, Pisa, Duomo
- Sante Caterina e Margherita, 1530 circa, Pisa, Duomo
- Santi Pietro e Giovanni Battista, 1530 circa, Pisa, Duomo
- Madonna in gloria con quattro santi, 1530, olio su tavola, 308x208 cm, Firenze, Galleria Palatina
- Ritratto della moglie, dipinto documentato nella raccolta di Antonio Lucchesi-Palli della galleria di Palazzo Campofranco di Palermo.[4][5]